# Enrico Ogliar Badessi
Enrico Ogliar Badessi (27 aprile 1962) è un ex maratoneta italiano.

## Biografia
Nel 1987 ha vinto la medaglia d'oro nella maratona dei Giochi del Mediterraneo. Il suo primato personale su tale distanza è di 2h14'50", stabilito il 17 maggio 1987, vincendo la maratona di Bologna. Sia nel 1980 che nel 1981 ha inoltre partecipato ai Mondiali di corsa campestre, gareggiando in entrambi i casi nella gara riservata agli juniores e conquistando rispettivamente un 21º ed un 47º posto a livello individuale ed un 7º ed un 4º posto a squadre.

## Palmarès
| Anno | Manifestazione              | Sede    | Evento    | Risultato | Prestazione | Note |
| ---- | --------------------------- | ------- | --------- | --------- | ----------- | ---- |
| 1980 | Mondiali di corsa campestre | Parigi  | Corsa U20 | 21º       | 23'10"      |      |
| 1980 | Mondiali di corsa campestre | Parigi  | A squadre | 7º        | 101 p.      |      |
| 1981 | Mondiali di corsa campestre | Madrid  | Corsa U20 | 47º       | 23'37"      |      |
| 1981 | Mondiali di corsa campestre | Madrid  | A squadre | 4º        | 80 p.       |      |
| 1987 | Giochi del Mediterraneo     | Latakia | Maratona  | Oro       | 2h24'13"    |      |

## Campionati nazionali
1983
- 7º ai campionati italiani assoluti, 10000 m piani - 29'28"54

1984
- 10º ai campionati italiani assoluti, 10000 m piani - 29'22"80

1986
- 8º ai campionati italiani assoluti, 10000 m piani - 29'19"86
- 1° al campionato italiano di mezza maratona - 1:07'26"

1988
- 11º ai campionati italiani di corsa campestre - 36'25"

1989
- 49º ai campionati italiani di maratona - 2h35'28"

## Altre competizioni internazionali
1984
- 9º alla Stramilano ( Milano) - 1h04'45"

1987
- 10º alla Stramilano ( Milano) - 1h05'28"
- 8º al Giro al Sas ( Trento), 12 km - 38'53"

1988
- 18º alla Cinque Mulini ( San Vittore Olona) - 34'26"2
- 14º al Cross della Vallagarina ( Villa Lagarina)